# FK Empoli
Empoli (итал. Empoli F.C.) je fudbalski klub iz Empolija, Italija. Klub je osnovan 1920 godine i trenutno se takmiči u Seriji A. Empoli svoje mečeve igra na stadionu Karlo Kasteljani, koji ima kapacitet od 19.847 mesta.

## Istorija
Veći deo svoje istorije proveo je u trećem i četvrtom rangu takmičenja, a u sezoni 1986/87. prvi put je zaigrao u Seriji A. Empoli je od tada odigrao 15 sezona u najvišem rangu italijanskog fudbala.
Najbolji plasman u klupskoj istoriji ostvaren je u sezoni 2006/07. Serije A, kada je zauzeto sedmo mesto, čime je takođe izboreno i prvo učešće u nekom evropskom takmičenju, UEFA kupu za sezonu 2007/08, ali je Empoli ispao u prvom kolu.
Empoli je sezonu 2007/08. u Seriji A završio na osamnaestom mestu, jedno mesto ispod crte i sa samo jednim bodom manje od Katanije koja je izbegla ispadanje, tako da se od sezone 2008/09. do 2014/15. takmičio u Seriji B. Empoli je u sezoni 2013/14 završio na drugom mestu Serije B, te se ponovo plasirao u najviši rang italijanskog fudbala. U Seriji A se zadržao tri godine, završivši 15. na tabeli u sezoni 2014/15. i 10. u sezoni 2015/16. Pred poslednje kolo u sezoni 2016/17, Empoli se nalazio na bod iznad zone ispadanja, ali pošto nisu uspeli pobediti Palermo, ispali su u Seriju B. Sledeće sezone, 2017/18, Empoli osvaja Seriju B te se ekspresno vraća u Seriju A, da bi se u istoj zadržao samo jednu sezonu. Nakon dve sezone provedene u Seriji B, Empoli je ponovo zauzeo prvo mesto na tabeli, u sezoni 2020/21, te se od tada takmiči u seriji A.

## Uspesi
- Serija B :
  - Prvak (3) : 2004/05, 2017/18, 2020/21.

## Empoli u evropskim takmičenjima
| Sezona   | Takmičenje | Kolo    |            | Protivnik | Rezultat |
| -------- | ---------- | ------- | ---------- | --------- | -------- |
| 2007/08. | UEFA kup   | 1. kolo | Швајцарска | Cirih     | 2:1, 0:3 |

## Spoljašnje veze
- Zvaničan sajt kluba